# 佐伯ヘリポート
佐伯ヘリポート（さいきヘリポート）は、かつて大分県佐伯市東浜に所在した公共用ヘリポート。
2017年（平成29年）第5回佐伯市議会定例会の議決を経て、2018年3月31日供用廃止。非公共用ヘリポートとして維持継続されることもなく廃港となった。
周辺の地形は埋め立て地・海面となっている。

## 利用状況
開設後の1994年には年間30回の発着に止まり、1996年から2000年11月まで供用が休止されていた。有限会社岩本クレーンが拠点を置く。